# Autorrotación (avión de ala fija)

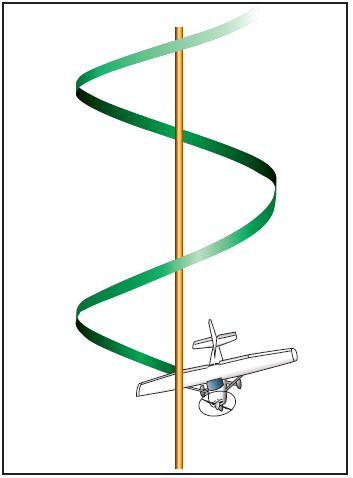
Tirabuzón - una entrada en pérdida agravada y autorrotación

Para aeronaves de ala fija, autorrotación es la tendencia de una aeronave en o cerca de una entrada en pérdida a rodar espontáneamente hacia la derecha o la izquierda, lo que lleva a una  entrada en barrena, un estado de autorrotación continua.

## Autorrotación en aviones de ala fija

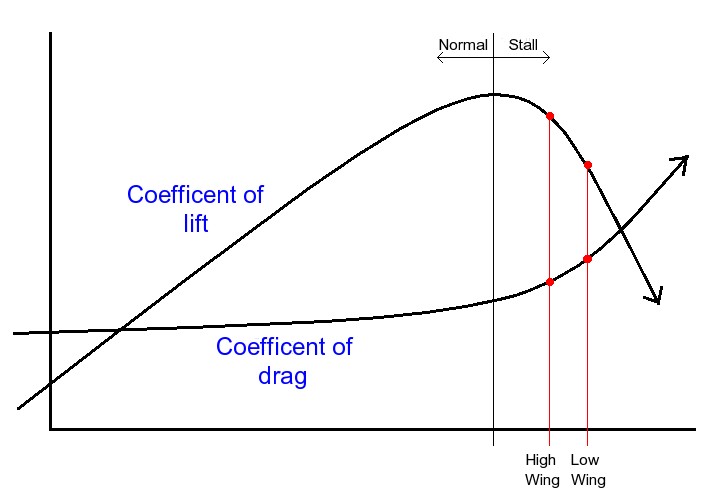
Gráfico típico de coeficiente de sustentación y coeficiente de resistencia en función del ángulo de ataque. En cualquier ángulo de ataque mayor que el ángulo de pérdida, un aumento del ángulo de ataque provoca una reducción del coeficiente de sustentación, y una disminución del ángulo de ataque provoca un aumento del coeficiente de sustentación.

Cuando el ángulo de ataque es menor que el  ángulo de entrada en pérdida, cualquier aumento del ángulo de ataque provoca un aumento del coeficiente de sustentación que hace que el ala se eleve.  A medida que el ala se eleva, el ángulo de ataque y el coeficiente de sustentación disminuyen, lo que tiende a restaurar el ala a su ángulo de ataque original. A la inversa, cualquier disminución del ángulo de ataque provoca una disminución del coeficiente de sustentación que hace que el ala descienda. A medida que el ala desciende, el ángulo de ataque y el coeficiente de sustentación aumentan, lo que tiende a devolver al ala su ángulo de ataque original. Por este motivo, el ángulo de ataque es estable cuando es inferior al ángulo de pérdida. El avión muestra amortiguación en alabeo.
Cuando el ala está en pérdida y el ángulo de ataque es mayor que el ángulo de pérdida, cualquier aumento del ángulo de ataque provoca una disminución del coeficiente de sustentación que hace que el ala descienda. A medida que el ala desciende, el ángulo de ataque aumenta, lo que hace que el coeficiente de sustentación disminuya y el ángulo de ataque aumente. A la inversa, cualquier disminución del ángulo de ataque provoca un aumento del coeficiente de sustentación que hace que el ala se eleve. A medida que el ala se eleva, el ángulo de ataque disminuye y hace que el coeficiente de sustentación aumente aún más hacia el coeficiente de sustentación máximo.  Por esta razón, el ángulo de ataque es inestable cuando es mayor que el ángulo de pérdida. Cualquier perturbación del ángulo de ataque en un ala hará que toda el ala ruede de forma espontánea y continua.
Cuando el ángulo de ataque en el ala de una aeronave alcanza el ángulo de pérdida, la aeronave corre el riesgo de autorrotación. Esto acabará convirtiéndose en un  entrada en barrena si el piloto no toma medidas correctivas.

## Autorrotación en cometas y planeadores
1. Las cometas giratorias (wing flipping o wing tumbling), que tienen el eje de rotación totalmemente normal a la dirección de la corriente, utilizan la autorrotación; es posible una sustentación neta que eleva la cometa y la carga útil. El Rotoplane, la cometa giratoria UFO y la cometa de arco de cinta giratoria Skybow utilizan el efecto Magnus resultante del ala autorrotativa con eje de rotación normal a la corriente.[5]
2. Algunas cometas están equipadas con alas de autorrotación.[5]
3. De nuevo, un tercer tipo de autorrotación se produce en los bols autogiratorios, los paracaídas giratorios o los objetos helicoidales giratorios que a veces se utilizan como colas de cometas o líneas de cometas. Este tipo de autorrotación acciona turbinas de tipo hélice de viento y agua, a veces utilizadas para generar electricidad.[6][7]
4. Las hélices de aeronaves sin motor pueden autorrotar. Este tipo de autorrotación se está explorando para generar electricidad para recargar las baterías de accionamiento del vuelo.[8]

## La autorrotación en la tecnología de la energía eólica aerotransportada (EEA)
La autorrotación es la base de un amplio sector de la tecnología de la energía eólica aerotransportada (AWE).  Los centros de investigación y desarrollo de la energía eólica dependen con frecuencia de la autorrotación de las palas: SkyMill Energy, Joby Energy, Sky Windpower, BaseLoad Energy, Magenn Power y Makani Power están fabricando y probando sistemas de conversión de energía eólica aerotransportada (AWECS) que emplean la autorrotación de las palas para accionar los ejes de los generadores con el fin de producir electricidad en altura y enviarla a tierra a través de cables conductores.